# Лабиринтовая
Лабиринто́вая — пещера в Сочинском районе Краснодарского края, входящая в Воронцовскую систему пещер.
Пещера состоит из системы образующих разветвлённый лабиринт ходов. Близ входа находится сифон небольших размеров. Пещера наполняется водой из многочисленных поглощающих поноров в русле реки Кудепсты. В западной части подземные воды, накапливающиеся в водосборниках пещеры, уходят в труднопроходимые щели Разгрузочного района, попадая после того в воклюз Восточной Хосты.
Лабиринтовая пещера соединяется с пещерой Кабаний провал в нескольких десятков от входа.